# Bahnstrecke Clermont-Ferrand–Saint-Just-sur-Loire
| SNCF X 73500 in Montbrison, TER Rhône-Alpes, Mai 2011 |                      |                                                                                 |                                                                                 |
| Streckennummer (SNCF): | 784 000              |                                                                                 |                                                                                 |
| Kursbuchstrecke (SNCF): | 93, 94 (1959)        |                                                                                 |                                                                                 |
| Streckenlänge: | 132 km               |                                                                                 |                                                                                 |
| Spurweite: | 1435 mm (Normalspur) |                                                                                 |                                                                                 |
| Maximale Neigung: | 25 ‰                 |                                                                                 |                                                                                 |
| |                      |                                                                                 |                                                                                 |
| \| \| \| Cevennenbahn von St.-Germain-des-Fossés \| \| \| \| \| \| \| \| \| \| Bahnstrecke Eygurande-Merlines–Clermont-Ferrand von Eygurande-Merlines \| \| \| \| \| \| \| \| \| 419,3 \| Clermont-Ferrand \| Clermont-Ferrand \| \| \| ~0,5 \| Av. Edouard Michelin (ehem. N 89) \| Av. Edouard Michelin (ehem. N 89) \| \| \| 417,71,5 \| Cevennenbahn nach Nîmes \| Cevennenbahn nach Nîmes \| \| \| ~1,8 \| N 89 \| N 89 \| \| \| 4,0 \| A 71 \| A 71 \| \| \| 5,1 \| Aulnat-Aéroport \| Aulnat-Aéroport \| \| \| 8,3 \| A 711 \| A 711 \| \| \| ~9,9 \| D 2089 (ehem. N 89) \| D 2089 (ehem. N 89) \| \| \| 11,1 \| Pont-du-Château \| Pont-du-Château \| \| \| 11,5 \| Allier (141 m) \| Allier (141 m) \| \| \| 12,3 \| Pont-du-Château (Gleisanlieger) \| Pont-du-Château (Gleisanlieger) \| \| \| 14,9 \| D 997 (ehem. N 497) \| D 997 (ehem. N 497) \| \| \| 15,1 \| Vertaizon \| Vertaizon \| \| \| \| Bahnstrecke Vertaizon–Billom nach Billom (Privatbahn) \| \| \| \| 19,8 \| Seychalles-Moissat \| Seychalles-Moissat \| \| \| 24,4 \| Lezoux \| Lezoux \| \| \| 28,6 \| Saint-Jean-d’Heurs \| Saint-Jean-d’Heurs \| \| \| ~33,4 \| D 2089 (ehem. N 89) \| D 2089 (ehem. N 89) \| \| \| 33,5 \| Bahnstrecke Saint-Germain-des-Fossés–Darsac von Arlanc \| Bahnstrecke Saint-Germain-des-Fossés–Darsac von Arlanc \| \| \| 34,1 \| Pont-de-Dore \| 304 m \| \| \| 35,8 \| A 89 \| A 89 \| \| \| 36,4 \| Dore (135 m) \| Dore (135 m) \| \| \| 36,9 \| Courty \| 296 m \| \| \| 36,6 \| Bahnstrecke Saint-Germain-des-Fossés–Darsac nach Vichy \| Bahnstrecke Saint-Germain-des-Fossés–Darsac nach Vichy \| \| \| ~41,2 \| D 906 (ehem. N 106) \| D 906 (ehem. N 106) \| \| \| 42,7 \| Tunnel des Graniers (204 m) \| Tunnel des Graniers (204 m) \| \| \| 43,2 \| Tunnel de la Feuille (146 m) \| Tunnel de la Feuille (146 m) \| \| \| 44,1 \| D 400 (ehem. N 106) \| D 400 (ehem. N 106) \| \| \| 44,8 \| A 89 \| A 89 \| \| \| ~45,1 \| D 400 (ehem. N 106) \| D 400 (ehem. N 106) \| \| \| 45,9 \| Thiers \| 439 m \| \| \| 46,2 \| Tunnel de Thiers (606 m) \| Tunnel de Thiers (606 m) \| \| \| 47,1 \| Tunnel de Tournaire (261 m) \| Tunnel de Tournaire (261 m) \| \| \| 47,6 \| Tunnel de Barbarin (331 m) \| Tunnel de Barbarin (331 m) \| \| \| 48,0 \| Viaduc du Grand-Tournant (82 m) \| Viaduc du Grand-Tournant (82 m) \| \| \| 48,0 \| Tunnel de Croix-Rouge (153 m) \| Tunnel de Croix-Rouge (153 m) \| \| \| 48,4 \| Tunnel de Granetias (84 m) \| Tunnel de Granetias (84 m) \| \| \| 48,6 \| Viaduc de Granetias (59 m) \| Viaduc de Granetias (59 m) \| \| \| 49,0 \| Tunnel de Château-Gaillard (100 m) \| Tunnel de Château-Gaillard (100 m) \| \| \| 49,6 \| Tunnel de Chêne-Rond (129 m) \| Tunnel de Chêne-Rond (129 m) \| \| \| 49,9 \| Tunnel du Martinet (61 m) \| Tunnel du Martinet (61 m) \| \| \| 50,8 \| Durolle (20 m) \| Durolle (20 m) \| \| \| 51,2 \| La Monnerie-Saint-Rémy \| La Monnerie-Saint-Rémy \| \| \| 51,6 \| Durolle (17 m) \| Durolle (17 m) \| \| \| 52,8 \| Tunnel de Gorces (68 m) \| Tunnel de Gorces (68 m) \| \| \| 53,9 \| Durolle (13 m) \| Durolle (13 m) \| \| \| 54,3 \| Celles-sur-Durolle \| Celles-sur-Durolle \| \| \| 54,7 \| Durolle (15 m) \| Durolle (15 m) \| \| \| 57,4 \| A 89 \| A 89 \| \| \| 57,6 \| Durolle (13 m) \| Durolle (13 m) \| \| \| 59,0 \| Chabreloche \| Chabreloche \| \| \| 62,6 \| Département Puy-de-Dôme / Loire \| Département Puy-de-Dôme / Loire \| \| \| 64,1 \| A 89 \| A 89 \| \| \| 67,3 \| Tunnel de Noirétable (174 m) u. D 1089 (ehem. N 89) \| ~730 m \| \| \| 68,0 \| Noirétable \| Noirétable \| \| \| 74,9 \| Saint-Julien-la-Vêtre \| Saint-Julien-la-Vêtre \| \| \| 77,0 \| Tunnel des Ruines (78 m) \| Tunnel des Ruines (78 m) \| \| \| 77,5 \| Tunnel du Bois des Ruines (54 m) \| Tunnel du Bois des Ruines (54 m) \| \| \| 77,7 \| Tunnel de la Roue (160 m) \| Tunnel de la Roue (160 m) \| \| \| 80,2 \| Saint-Thurin \| Saint-Thurin \| \| \| 81,9 \| Tunnel du Collet (362 m) \| Tunnel du Collet (362 m) \| \| \| 84,8 \| Tunnel de Colmy (77 m) \| Tunnel de Colmy (77 m) \| \| \| 85,7 \| Tunnel des Buriches (46 m) \| Tunnel des Buriches (46 m) \| \| \| 86,5 \| L’Hôpital-sous-Rochefort \| L’Hôpital-sous-Rochefort \| \| \| 90,4 \| Sail-sous-Couzan \| Sail-sous-Couzan \| \| \| 90,7 \| Lignon du Forez (19 m) \| Lignon du Forez (19 m) \| \| \| 94,0 \| Boën \| Boën \| \| \| \| \| \| \| \| \| Chemins de fer départementaux de la Loire (CFDL) nach Roanne (1901–1938) \| \| \| \| \| \| \| \| \| 99,8 \| Marcilly-le-Pavé \| Marcilly-le-Pavé \| \| \| 106,5 \| Champdieu \| Champdieu \| \| \| 111,2 \| Canal du Forez (33 m) \| Canal du Forez (33 m) \| \| \| 111,6 \| Montbrison \| Montbrison \| \| \| \| Bahnstrecke Lyon-Saint-Paul–Montbrison n. Lyon-Saint-Paul \| \| \| \| 118,1 \| Saint-Romain-le-Puy \| Saint-Romain-le-Puy \| \| \| 111,2 \| Canal du Forez (33 m) \| Canal du Forez (33 m) \| \| \| ~123,4 \| Mare (? m) \| Mare (? m) \| \| \| 123,7 \| Sury-le-Comtal \| Sury-le-Comtal \| \| \| \| Bahnstrecke Bonson–Sembadel von Sembadel \| \| \| \| 126,5 \| Bonson \| Bonson \| \| \| 128,7 \| Bonson (50 m) \| Bonson (50 m) \| \| \| 128,8 \| Entwässerungsgraben (50 m) \| Entwässerungsgraben (50 m) \| \| \| 129,0 \| Loire (159 m) \| Loire (159 m) \| \| \| ~129,5 \| Hafenbahn \| Hafenbahn \| \| \| 129,6 \| Andrézieux \| Andrézieux \| \| \| ~131,5 \| Bahnstrecke Saint-Just-sur-Loire–Fraisses-Unieux \| Bahnstrecke Saint-Just-sur-Loire–Fraisses-Unieux \| \| \| 131,5 \| Furan (25 m) \| Furan (25 m) \| \| \| 132,0 \| Saint-Just-sur-Loire (Keilbahnhof) \| ~510 m \| \| \| \| \| \| \| \| ~132,2 \| Bahnstrecke Moret-Veneux-les-Sablons–Lyon-Perrache von Moret nach Lyon-Perrache \| Bahnstrecke Moret-Veneux-les-Sablons–Lyon-Perrache von Moret nach Lyon-Perrache \| \| \| \| \| \| |                      |                                                                                 |                                                                                 |
| Strecke |                      | Cevennenbahn von St.-Germain-des-Fossés                                         | Cevennenbahn von St.-Germain-des-Fossés                                         |
| |                      |                                                                                 |                                                                                 |
| Abzweig geradeaus und von links |                      | Bahnstrecke Eygurande-Merlines–Clermont-Ferrand von Eygurande-Merlines          | Bahnstrecke Eygurande-Merlines–Clermont-Ferrand von Eygurande-Merlines          |
| |                      |                                                                                 |                                                                                 |
| Bahnhof | 419,3                | Clermont-Ferrand                                                                | Clermont-Ferrand                                                                |
| Brücke | ~0,5                 | Av. Edouard Michelin (ehem. N 89)                                               | Av. Edouard Michelin (ehem. N 89)                                               |
| Abzweig geradeaus und nach links | 417,71,5             | Cevennenbahn nach Nîmes                                                         | Cevennenbahn nach Nîmes                                                         |
| Strecke mit Straßenbrücke | ~1,8                 | N 89                                                                            | N 89                                                                            |
| Strecke mit Straßenbrücke | 4,0                  | A 71                                                                            | A 71                                                                            |
| Haltepunkt / Haltestelle | 5,1                  | Aulnat-Aéroport                                                                 | Aulnat-Aéroport                                                                 |
| Strecke mit Straßenbrücke | 8,3                  | A 711                                                                           | A 711                                                                           |
| Strecke mit Straßenbrücke | ~9,9                 | D 2089 (ehem. N 89)                                                             | D 2089 (ehem. N 89)                                                             |
| Haltepunkt / Haltestelle | 11,1                 | Pont-du-Château                                                                 | Pont-du-Château                                                                 |
| Brücke über Wasserlauf | 11,5                 | Allier (141 m)                                                                  | Allier (141 m)                                                                  |
| Abzweig geradeaus und nach links | 12,3                 | Pont-du-Château (Gleisanlieger)                                                 | Pont-du-Château (Gleisanlieger)                                                 |
| Bahnübergang | 14,9                 | D 997 (ehem. N 497)                                                             | D 997 (ehem. N 497)                                                             |
| Haltepunkt / Haltestelle | 15,1                 | Vertaizon                                                                       | Vertaizon                                                                       |
| Abzweig geradeaus und ehemals nach rechts |                      | Bahnstrecke Vertaizon–Billom nach Billom (Privatbahn)                           | Bahnstrecke Vertaizon–Billom nach Billom (Privatbahn)                           |
| ehemaliger Haltepunkt / Haltestelle | 19,8                 | Seychalles-Moissat                                                              | Seychalles-Moissat                                                              |
| Haltepunkt / Haltestelle | 24,4                 | Lezoux                                                                          | Lezoux                                                                          |
| ehemaliger Haltepunkt / Haltestelle | 28,6                 | Saint-Jean-d’Heurs                                                              | Saint-Jean-d’Heurs                                                              |
| Bahnübergang | ~33,4                | D 2089 (ehem. N 89)                                                             | D 2089 (ehem. N 89)                                                             |
| Abzweig geradeaus, ehemals nach rechts und von rechts | 33,5                 | Bahnstrecke Saint-Germain-des-Fossés–Darsac von Arlanc                          | Bahnstrecke Saint-Germain-des-Fossés–Darsac von Arlanc                          |
| Bahnhof | 34,1                 | Pont-de-Dore                                                                    | 304 m                                                                           |
| Strecke mit Straßenbrücke | 35,8                 | A 89                                                                            | A 89                                                                            |
| Brücke über Wasserlauf | 36,4                 | Dore (135 m)                                                                    | Dore (135 m)                                                                    |
| ehemaliger Bahnhof | 36,9                 | Courty                                                                          | 296 m                                                                           |
| Abzweig geradeaus, ehemals nach links und ehemals von links | 36,6                 | Bahnstrecke Saint-Germain-des-Fossés–Darsac nach Vichy                          | Bahnstrecke Saint-Germain-des-Fossés–Darsac nach Vichy                          |
| Brücke | ~41,2                | D 906 (ehem. N 106)                                                             | D 906 (ehem. N 106)                                                             |
| Tunnel | 42,7                 | Tunnel des Graniers (204 m)                                                     | Tunnel des Graniers (204 m)                                                     |
| Tunnel | 43,2                 | Tunnel de la Feuille (146 m)                                                    | Tunnel de la Feuille (146 m)                                                    |
| Bahnübergang | 44,1                 | D 400 (ehem. N 106)                                                             | D 400 (ehem. N 106)                                                             |
| Strecke mit Straßenbrücke | 44,8                 | A 89                                                                            | A 89                                                                            |
| Brücke | ~45,1                | D 400 (ehem. N 106)                                                             | D 400 (ehem. N 106)                                                             |
| Bahnhof | 45,9                 | Thiers                                                                          | 439 m                                                                           |
| Tunnel | 46,2                 | Tunnel de Thiers (606 m)                                                        | Tunnel de Thiers (606 m)                                                        |
| Tunnel | 47,1                 | Tunnel de Tournaire (261 m)                                                     | Tunnel de Tournaire (261 m)                                                     |
| Tunnel | 47,6                 | Tunnel de Barbarin (331 m)                                                      | Tunnel de Barbarin (331 m)                                                      |
| Brücke | 48,0                 | Viaduc du Grand-Tournant (82 m)                                                 | Viaduc du Grand-Tournant (82 m)                                                 |
| Tunnel | 48,0                 | Tunnel de Croix-Rouge (153 m)                                                   | Tunnel de Croix-Rouge (153 m)                                                   |
| Tunnel | 48,4                 | Tunnel de Granetias (84 m)                                                      | Tunnel de Granetias (84 m)                                                      |
| Brücke | 48,6                 | Viaduc de Granetias (59 m)                                                      | Viaduc de Granetias (59 m)                                                      |
| Tunnel | 49,0                 | Tunnel de Château-Gaillard (100 m)                                              | Tunnel de Château-Gaillard (100 m)                                              |
| Tunnel | 49,6                 | Tunnel de Chêne-Rond (129 m)                                                    | Tunnel de Chêne-Rond (129 m)                                                    |
| Tunnel | 49,9                 | Tunnel du Martinet (61 m)                                                       | Tunnel du Martinet (61 m)                                                       |
| Brücke über Wasserlauf | 50,8                 | Durolle (20 m)                                                                  | Durolle (20 m)                                                                  |
| ehemaliger Haltepunkt / Haltestelle | 51,2                 | La Monnerie-Saint-Rémy                                                          | La Monnerie-Saint-Rémy                                                          |
| Brücke über Wasserlauf | 51,6                 | Durolle (17 m)                                                                  | Durolle (17 m)                                                                  |
| Tunnel | 52,8                 | Tunnel de Gorces (68 m)                                                         | Tunnel de Gorces (68 m)                                                         |
| Brücke über Wasserlauf | 53,9                 | Durolle (13 m)                                                                  | Durolle (13 m)                                                                  |
| ehemaliger Haltepunkt / Haltestelle | 54,3                 | Celles-sur-Durolle                                                              | Celles-sur-Durolle                                                              |
| Brücke über Wasserlauf | 54,7                 | Durolle (15 m)                                                                  | Durolle (15 m)                                                                  |
| Strecke mit Straßenbrücke | 57,4                 | A 89                                                                            | A 89                                                                            |
| Brücke über Wasserlauf | 57,6                 | Durolle (13 m)                                                                  | Durolle (13 m)                                                                  |
| ehemaliger Haltepunkt / Haltestelle | 59,0                 | Chabreloche                                                                     | Chabreloche                                                                     |
| Grenze | 62,6                 | Département Puy-de-Dôme / Loire                                                 | Département Puy-de-Dôme / Loire                                                 |
| Strecke mit Straßenbrücke | 64,1                 | A 89                                                                            | A 89                                                                            |
| Tunnel | 67,3                 | Tunnel de Noirétable (174 m) u. D 1089 (ehem. N 89)                             | ~730 m                                                                          |
| ehemaliger Haltepunkt / Haltestelle | 68,0                 | Noirétable                                                                      | Noirétable                                                                      |
| ehemaliger Haltepunkt / Haltestelle | 74,9                 | Saint-Julien-la-Vêtre                                                           | Saint-Julien-la-Vêtre                                                           |
| Tunnel | 77,0                 | Tunnel des Ruines (78 m)                                                        | Tunnel des Ruines (78 m)                                                        |
| Tunnel | 77,5                 | Tunnel du Bois des Ruines (54 m)                                                | Tunnel du Bois des Ruines (54 m)                                                |
| Tunnel | 77,7                 | Tunnel de la Roue (160 m)                                                       | Tunnel de la Roue (160 m)                                                       |
| ehemaliger Bahnhof | 80,2                 | Saint-Thurin                                                                    | Saint-Thurin                                                                    |
| Tunnel | 81,9                 | Tunnel du Collet (362 m)                                                        | Tunnel du Collet (362 m)                                                        |
| Tunnel | 84,8                 | Tunnel de Colmy (77 m)                                                          | Tunnel de Colmy (77 m)                                                          |
| Tunnel | 85,7                 | Tunnel des Buriches (46 m)                                                      | Tunnel des Buriches (46 m)                                                      |
| ehemaliger Haltepunkt / Haltestelle | 86,5                 | L’Hôpital-sous-Rochefort                                                        | L’Hôpital-sous-Rochefort                                                        |
| ehemaliger Haltepunkt / Haltestelle | 90,4                 | Sail-sous-Couzan                                                                | Sail-sous-Couzan                                                                |
| Brücke über Wasserlauf | 90,7                 | Lignon du Forez (19 m)                                                          | Lignon du Forez (19 m)                                                          |
| Bahnhof · U-Bahn-Kopfbahnhof Streckenanfang | 94,0                 | Boën                                                                            | Boën                                                                            |
| |                      |                                                                                 |                                                                                 |
| Strecke · U-Bahn-Strecke nach links |                      | Chemins de fer départementaux de la Loire (CFDL) nach Roanne (1901–1938)        | Chemins de fer départementaux de la Loire (CFDL) nach Roanne (1901–1938)        |
| |                      |                                                                                 |                                                                                 |
| ehemaliger Bahnhof | 99,8                 | Marcilly-le-Pavé                                                                | Marcilly-le-Pavé                                                                |
| ehemaliger Haltepunkt / Haltestelle | 106,5                | Champdieu                                                                       | Champdieu                                                                       |
| Brücke über Wasserlauf | 111,2                | Canal du Forez (33 m)                                                           | Canal du Forez (33 m)                                                           |
| Bahnhof | 111,6                | Montbrison                                                                      | Montbrison                                                                      |
| Abzweig geradeaus und ehemals nach links |                      | Bahnstrecke Lyon-Saint-Paul–Montbrison n. Lyon-Saint-Paul                       | Bahnstrecke Lyon-Saint-Paul–Montbrison n. Lyon-Saint-Paul                       |
| Haltepunkt / Haltestelle | 118,1                | Saint-Romain-le-Puy                                                             | Saint-Romain-le-Puy                                                             |
| Brücke über Wasserlauf | 111,2                | Canal du Forez (33 m)                                                           | Canal du Forez (33 m)                                                           |
| Brücke über Wasserlauf | ~123,4               | Mare (? m)                                                                      | Mare (? m)                                                                      |
| Haltepunkt / Haltestelle | 123,7                | Sury-le-Comtal                                                                  | Sury-le-Comtal                                                                  |
| Abzweig geradeaus und ehemals von rechts |                      | Bahnstrecke Bonson–Sembadel von Sembadel                                        | Bahnstrecke Bonson–Sembadel von Sembadel                                        |
| Bahnhof | 126,5                | Bonson                                                                          | Bonson                                                                          |
| Brücke über Wasserlauf | 128,7                | Bonson (50 m)                                                                   | Bonson (50 m)                                                                   |
| Brücke über Wasserlauf | 128,8                | Entwässerungsgraben (50 m)                                                      | Entwässerungsgraben (50 m)                                                      |
| Brücke über Wasserlauf | 129,0                | Loire (159 m)                                                                   | Loire (159 m)                                                                   |
| Abzweig geradeaus und ehemals von rechts | ~129,5               | Hafenbahn                                                                       | Hafenbahn                                                                       |
| Haltepunkt / Haltestelle | 129,6                | Andrézieux                                                                      | Andrézieux                                                                      |
| Abzweig geradeaus und von rechts | ~131,5               | Bahnstrecke Saint-Just-sur-Loire–Fraisses-Unieux                                | Bahnstrecke Saint-Just-sur-Loire–Fraisses-Unieux                                |
| Brücke über Wasserlauf | 131,5                | Furan (25 m)                                                                    | Furan (25 m)                                                                    |
| ehemaliger Bahnhof | 132,0                | Saint-Just-sur-Loire (Keilbahnhof)                                              | ~510 m                                                                          |
| |                      |                                                                                 |                                                                                 |
| Abzweig geradeaus und von links | ~132,2               | Bahnstrecke Moret-Veneux-les-Sablons–Lyon-Perrache von Moret nach Lyon-Perrache | Bahnstrecke Moret-Veneux-les-Sablons–Lyon-Perrache von Moret nach Lyon-Perrache |
| |                      |                                                                                 |                                                                                 |

Die Bahnstrecke Clermont-Ferrand–Saint-Just-sur-Loire ist eine eingleisige, 132 km lange, nicht elektrifizierte Eisenbahnstrecke der SNCF Réseau in Frankreich, die heute nur noch zum Teil genutzt wird. Obwohl diese Bahnstrecke die kürzeste Verbindung der beiden wichtigsten Städte in der Region Auvergne-Rhône-Alpes ist, wird sie kaum frequentiert und ist zurzeit nicht durchgängig befahrbar. Im Mittelteil Thiers–Boën fanden in den Jahren 2017 und 2018 größere Instandsetzungsarbeiten statt.

## Geschichte

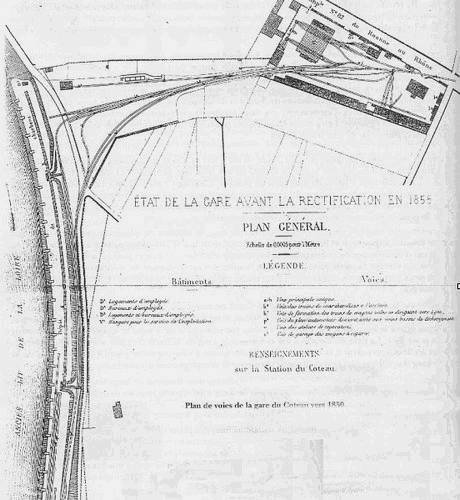
Streckenende in Andrézieux vor dem Bau der Brücke über die Loire, 1857

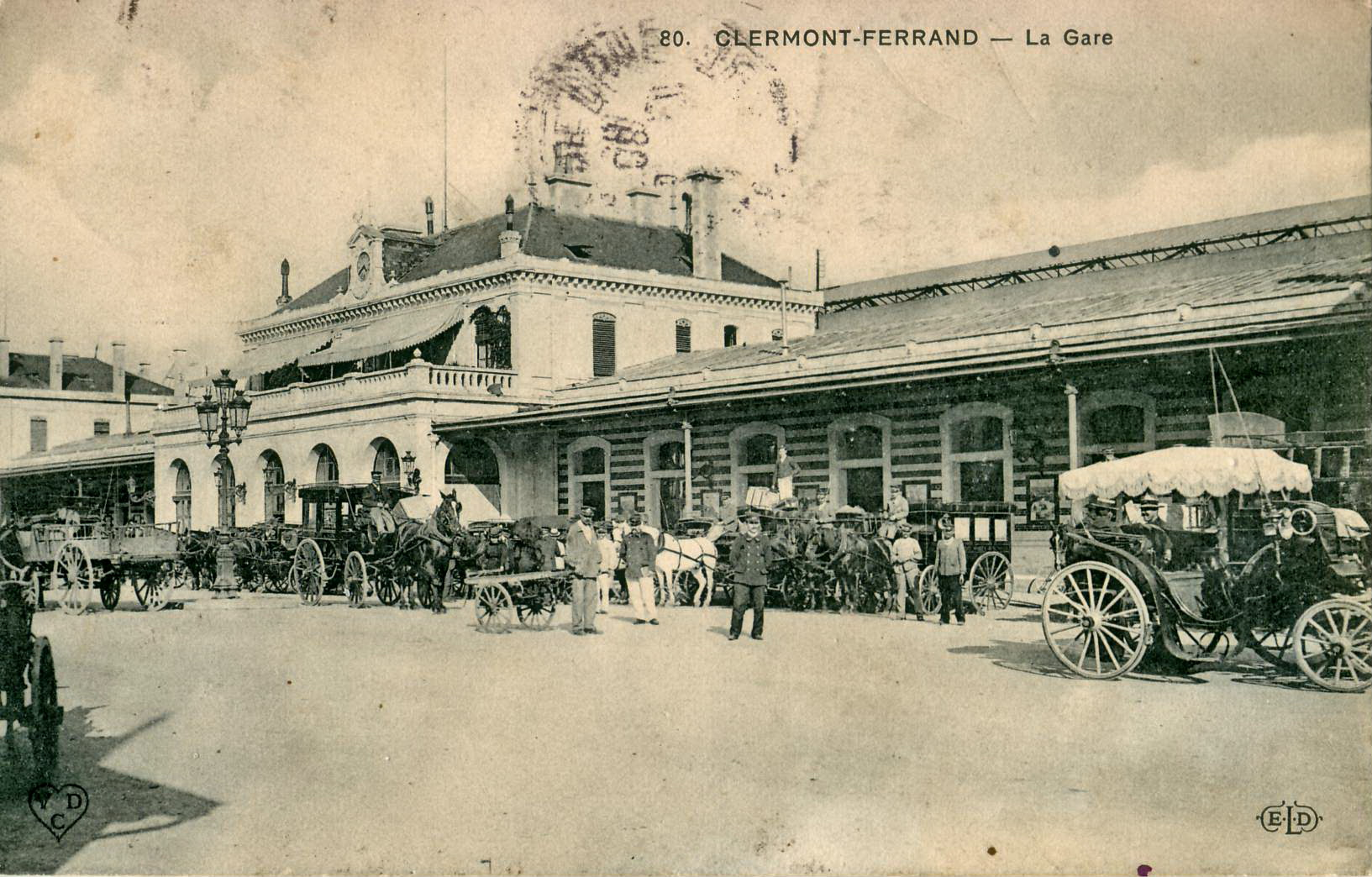
Altes Bahnhofsgebäude Clermont-Ferrand, 1908

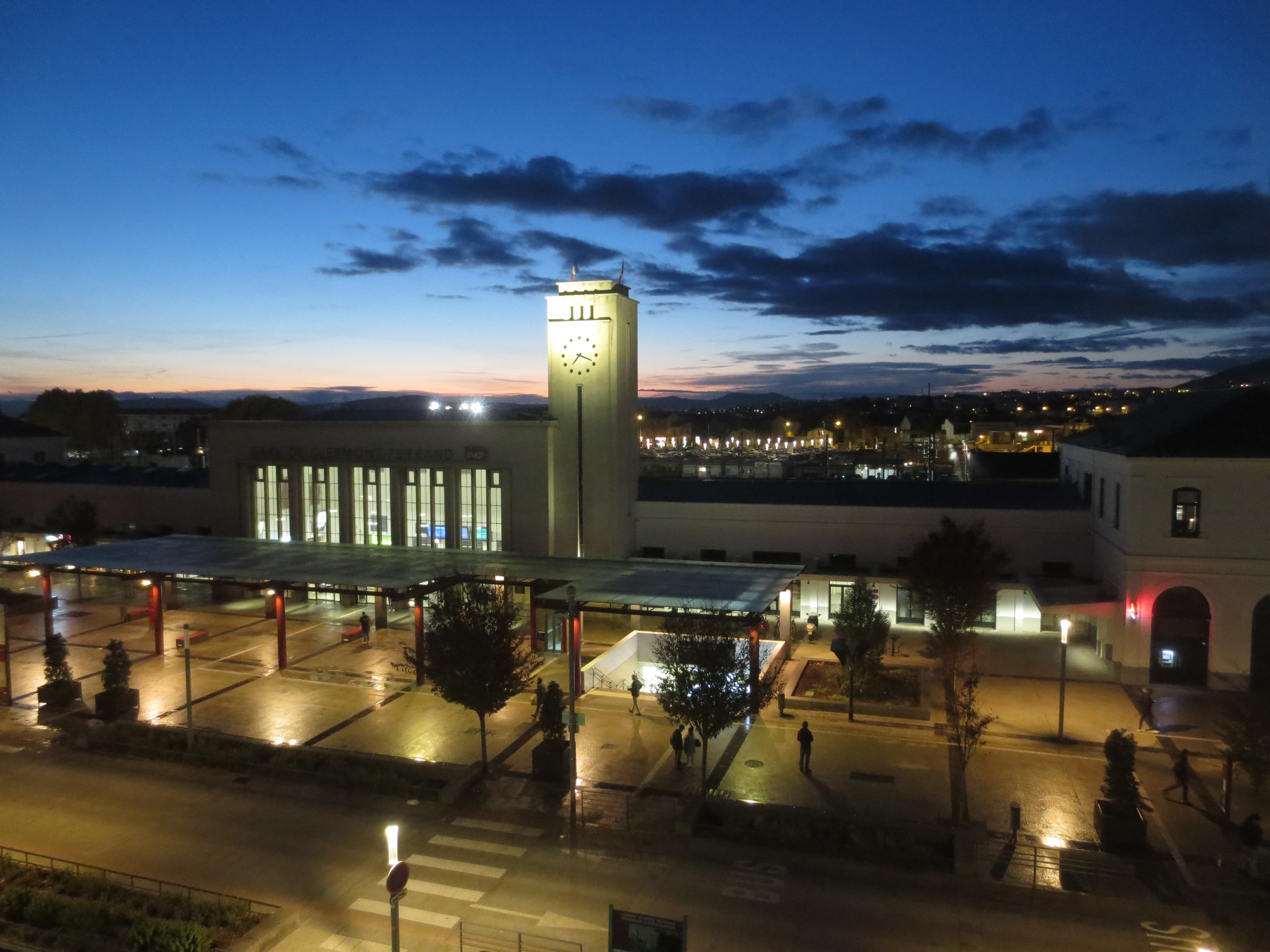
Bahnhof Clermont-Ferrand

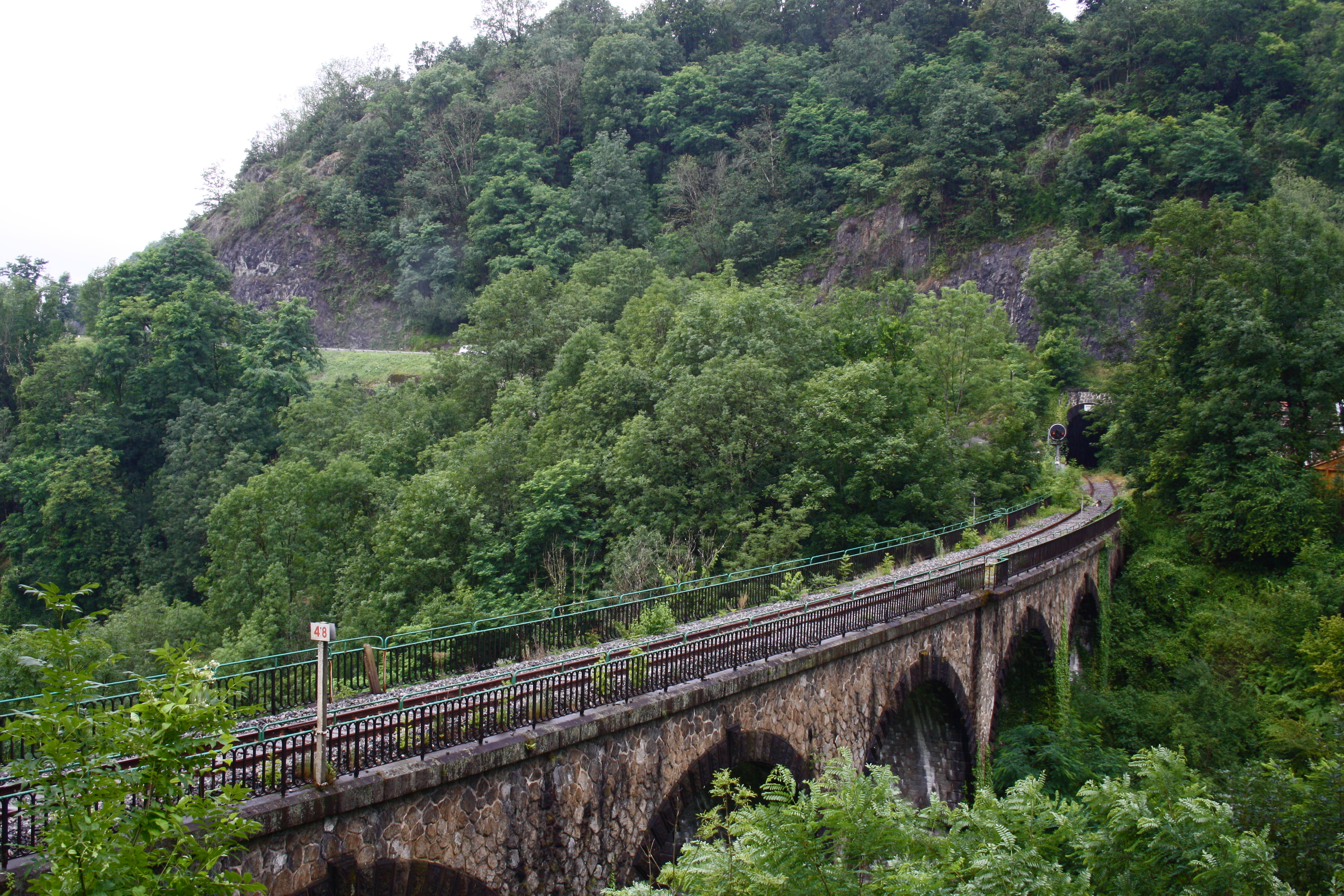
Viaduc du Grand-Tournant und Tunnel de Barbarin

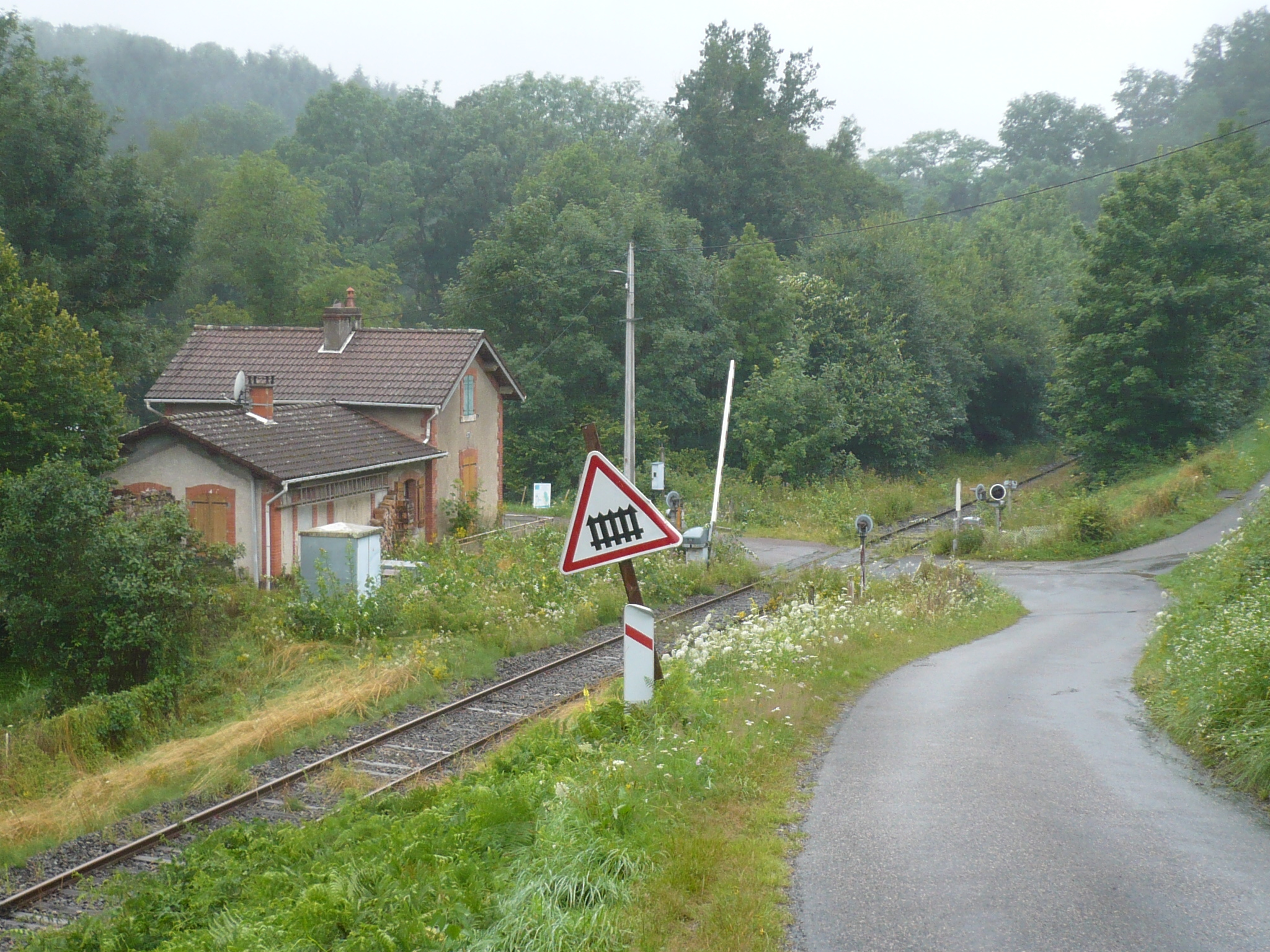
Stillgelegte Bahnstation Celles-sur-Durolle

Die Anfänge der Strecke gehen auf die am 26. Februar 1823 erteilte Konzession zurück, in der der Streckenbau der Bahnstrecke Saint-Étienne–Andrézieux – dem östlichsten Teil der Strecke – genehmigt wird. Sie ging bereits am 30. Juni 1827 in Betrieb und ist die älteste Bahnstrecke in Festlandeuropa. Konzessionärin und Betreiberin war die Compagnie du chemin de fer de Saint-Étienne à la Loire. Seit 1844 wurden die bis dahin eingesetzte Pferdetraktion durch Dampflokomotiven ersetzt. Einige Änderungen in Firmenbeteiligungen führten ab 1853 zu der Betriebsführung durch die Compagnie du chemin de fer du Grand Central, die ein halbes Jahr später schließlich zur Compagnie des chemins de fer de Paris à Lyon et à la Méditerranée (PLM) umfirmierte.
Mit der Gründung der PLM erstarkte der Drang, die Strecke jenseits der Loire weiterzuführen. Bereits am 11. April 1857 wurde eine Konzession für den Bau bis Montbrison erteilt. Am 14. Juni 1861 wurde ein weiteres Konzessionsgesuch für den Weiterbau der Strecke zwischen Montbrison und Clermont-Ferrand gestellt, der bewilligt und dessen Bau am 11. Juni 1863 freigegeben wurde.
Um den Bahnbau über Montbrison hinaus fortsetzen zu können, entschied man sich bei der Streckenführung für die beiden Täler von Lignon du Forez und Durolle. Der Scheitelpunkt beider Täler liegt im Tunnel de Noirétable auf zirka 750 Höhenmetern, für dessen Erreichen von beiden Seiten mit Steigungen von bis zu 20 ‰ trassiert wurde.
Über die Strecke wurden über viele Jahrzehnte auch Schnell- und Nachtzüge aus Paris über Lyon nach Toulouse geführt. Alle Regionalzüge auf der Destination Clermont-Ferrand–Saint-Just-sur-Loire liefen immer bis Saint-Étienne. 1951 gab es zwei Zugpaare, die über die Gesamtstrecke liefen und dafür bestenfalls 2:48 h benötigten; bis 1992 konnte die Fahrzeit auf 2:08 h verbessert werden. Bis Anfang der 2000er Jahre konnte die Fahrzeit durch Wegfall einzelner Stationen noch weiter auf 1:55 h verkürzt werden. Seitdem kommt es durch stetige Reduzierung des Streckenunterhalts wieder zu verlängerten Fahrzeiten von zweieinhalb Stunden. Der schlechte Zustand zwischen Thiers und Montbrison zwang die SNCF, zum 1. Juni 2016 dort den Verkehr einzustellen. Der Abschnitt von Boën-sur-Lignon bis Montbrison wurde im Dezember 2018 nach Sanierungsarbeiten wieder in Betrieb genommen, während das Teilstück Thiers–Boën weiterhin gesperrt blieb.

### Konzessionsübersicht
- 26. Februar 1823: Andrézieux–Saint-Just-sur-Loire
- 11. April 1857: Montbrison–Andrézieux
- 1. Mai 1863: Clermont-Ferrand–Montbrison

### Streckeneröffnungen
- 30. Juni 1827: Andrézieux-La Fouillouse (Erste Streckentrassierung)
- 16. Juni 1864: Andrézieux-Saint-Just-sur-Loire (Zweite Streckentrassierung)
- 12. Juli 1866: Montbrison-Andrézieux
- 10. Mai 1869: Clermont-Ferrand-Pont-de-Dore
- 15. Mai 1872: Pont-de-Dore-Thiers
- 15. Mai 1872: Boën-Montbrison
- 20. August 1877: Thiers-Boën
- 9. Dezember 2018: Boën-Montbrison (Wiedereröffnung Reiseverkehr)

### Streckenschließungen
- 16. Juni 1864: Andrézieux–Saint-Just-sur-Loire (Erste Streckentrassierung)
- 1. Juni 2016: Thiers–Boën (Gesamtverkehr) und  Boën–Montbrison (Reiseverkehr)